# ГЕС Apalachia
ГЕС Apalachia — гідроелектростанція у штатах Північна Кароліна (гребля та водосховище) і Теннессі. Знаходячись після ГЕС Hiwassee, становить нижній ступінь каскаду на річці Hiwassee, лівій притоці Теннессі (дренує Велику долину у Південних Аппалачах та впадає ліворуч до Огайо, котра в свою чергу є лівою притокою Міссісіпі).
В межах проекту річку перекрили комбінованою бетонною та насипною греблею висотою 46 метрів та довжиною 399 метрів, яка утримує витягнуте по долині річки на 16 км водосховище з площею поверхні 4,3 км2 та коливанням рівня між позначками 387,7 та 390,1 метра НРМ. Від греблі через лівобережний масив прокладено дериваційний тунель довжиною 13,3 км, який після вирівнювального резервуару переходить у напірний водовід до розташованого за 0,2 км машинного залу.
Основне обладнання станції становлять дві турбіни типу Френсіс загальною потужністю 82 МВт, котрі використовують напір у 110 метрів.